# روبرت جاورسكي
روبرت جاورسكي مواليد 8 مارس 1946، هو لاعب كرة سلة فلبيني سابق أصبح مدرباً. مثّل منتخب بلاده. شارك في مسابقة كرة السلة في الألعاب الأولمبية الصيفية. حقق بطولة بطولة أمم آسيا لكرة السلة 1967.

## الميداليات
| الميدالية | المسابقة                       |
| --------- | ------------------------------ |
| ذهبية     | بطولة أمم آسيا لكرة السلة 1967 |
| برونزية   | بطولة أمم آسيا لكرة السلة 1969 |
| فضية      | بطولة أمم آسيا لكرة السلة 1971 |
| فضية      | الألعاب الآسيوية 1990          |

## روابط خارجية
- روبرت جاورسكي على موقع الاتحاد الدولي لكرة السلة (الإنجليزية)
- روبرت جاورسكي على موقع سبورتس رفرنس (الإنجليزية)
- روبرت جاورسكي على موقع أوليمبيديا (الإنجليزية)